# Øivind Bergh

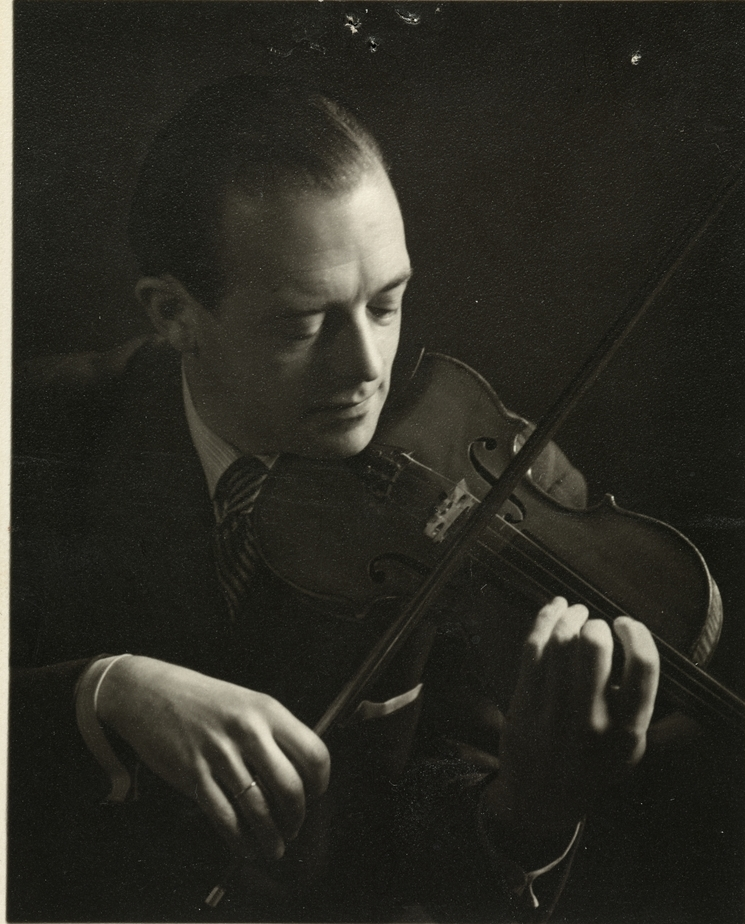
Øivind Bergh

Øivind Bergh, född 3 december 1909 i Hamar, Hedmark, död 25 januari 1987 i Oslo, var en norsk dirigent och violinist, bror till dirigenten och pianisten Sverre Bergh.
Bergh utbildade sig vid musikkonservatoriet i Dresden. Han debuterade som violinist 1935, var 1939–1046 kapellmästare vid Hotel Bristols orkester i Oslo och var 1946–1976 konstnärlig ledare för Kringkastingsorkesteret. Han gästdirigerade i flera europeiska länder och i USA. Han gav ut böckerna Modern dansemusikk (1946) och Takt og tone (1977).